# بيرسي وليامز (لاعب دوري الرغبي)
بيرسي وليامز (بالإنجليزية: Percy Williams)‏ هو لاعب دوري الرغبي أسترالي، ولد في 1910 في ماريكفيل ‏ في أستراليا، وتوفي في 1996 في Ramsgate, New South Wales ‏ في أستراليا.